# Équipe de Suisse de football en 1911
Cet article présente l'année 1911 pour l'équipe de Suisse de football. En janvier puis en mai, elle rencontre pour la première fois l'équipe de Hongrie et celle d'Italie. Lors de son deuxième match de l'année contre la Hongrie, la Suisse s'incline 9-0, ce qui reste à ce jour sa plus lourde défaite avec le 9-0 de 1909 contre l'équipe d'Angleterre amateure.

## Bilan
|           | Nombre de matchs | Victoires | Défaites | Matchs nuls | Buts marqués | Buts encaissés |
| Domicile  | 4                | 3         | 1        | 0           | 11           | 6              |
| Extérieur | 3                | 0         | 2        | 1           | 4            | 17             |
| Neutre    | 0                | 0         | 0        | 0           | 0            | 0              |
| Total     | 7                | 3         | 3        | 1           | 15           | 23             |

## Matchs et résultats
| Match amical                               | Suisse                | 2 - 0   | Hongrie | Vélodrome Hardau, Zurich                      |                                               |
| 8 janvier 1911 · Historique des rencontres | Collet 54e · Wyss 71e | (1 - 0) |         | Spectateurs : 3 000 Arbitrage : Henry Devitte | Spectateurs : 3 000 Arbitrage : Henry Devitte |
| 8 janvier 1911 · Historique des rencontres | Rapport               |         |         | Spectateurs : 3 000 Arbitrage : Henry Devitte | Spectateurs : 3 000 Arbitrage : Henry Devitte |

| Match amical                             | Allemagne                                                                    | 6 - 2   | Suisse                 | Kickersplatz, Stuttgart                       |                                               |
| 26 mars 1911 · Historique des rencontres | Fuchs 35e · Breunig 43e (pen.) · Kipp 71e · Förderer 78e 88e · Gablonsky 90e | (2 - 0) | 52e Weiss · 80e Collet | Spectateurs : 8 000 Arbitrage : Hubert Istace | Spectateurs : 8 000 Arbitrage : Hubert Istace |
| 26 mars 1911 · Historique des rencontres | Rapport                                                                      |         |                        | Spectateurs : 8 000 Arbitrage : Hubert Istace | Spectateurs : 8 000 Arbitrage : Hubert Istace |

| Match amical                              | Suisse                                   | 5 - 2   | France                 | Stade des Charmilles, Genève                  |                                               |
| 23 avril 1911 · Historique des rencontres | Sydler 5e · Rubli 22e 26e · Wyss 31e 32e | (4 - 0) | 69e Mesnier · 70e Maës | Spectateurs : 4 000 Arbitrage : Henry Devitte | Spectateurs : 4 000 Arbitrage : Henry Devitte |
| 23 avril 1911 · Historique des rencontres | Rapport                                  |         |                        | Spectateurs : 4 000 Arbitrage : Henry Devitte | Spectateurs : 4 000 Arbitrage : Henry Devitte |

| Match amical                           | Italie                    | 2 - 2   | Suisse                  | Stadio Civico, Milan                          |                                               |
| 7 mai 1911 · Historique des rencontres | Carrer 31e · Boiocchi 74e | (1 - 1) | 40e Hasler · 65e Sydler | Spectateurs : 4 000 Arbitrage : Henry Goodley | Spectateurs : 4 000 Arbitrage : Henry Goodley |
| 7 mai 1911 · Historique des rencontres | Rapport                   |         |                         | Spectateurs : 4 000 Arbitrage : Henry Goodley | Spectateurs : 4 000 Arbitrage : Henry Goodley |

| Match amical                            | Suisse                                   | 3 - 0   | Italie | Parc des Sports, La Chaux-de-Fonds           |                                              |
| 21 mai 1911 · Historique des rencontres | Wyss 1re · H. Sydler 37e · E. Sydler 85e | (2 - 0) |        | Spectateurs : 3 500 Arbitrage : Oscar Ledène | Spectateurs : 3 500 Arbitrage : Oscar Ledène |
| 21 mai 1911 · Historique des rencontres | Rapport                                  |         |        | Spectateurs : 3 500 Arbitrage : Oscar Ledène | Spectateurs : 3 500 Arbitrage : Oscar Ledène |

| Match amical                            | Suisse   | 1 - 4   | Angleterre (amateure)                            | Spitalacker, Berne                           |                                              |
| 25 mai 1911 · Historique des rencontres | Wyss 70e | (0 - 4) | 5e Woodward · 7e Hoare · 25e Healey · 44e Sharpe | Spectateurs : 7 000 Arbitrage : Willi Langer | Spectateurs : 7 000 Arbitrage : Willi Langer |
| 25 mai 1911 · Historique des rencontres | Rapport  |         |                                                  | Spectateurs : 7 000 Arbitrage : Willi Langer | Spectateurs : 7 000 Arbitrage : Willi Langer |

| Match amical                                | Hongrie                                                              | 9 - 0   | Suisse | Millenáris Sporttelep, Budapest             |                                             |
| 29 octobre 1911 · Historique des rencontres | Bíró 1re · Koródy 5e 26e · Schlosser-Lakatos 18e 56e 62e 79e 83e 85e | (4 - 0) |        | Spectateurs : 15 000 Arbitrage : Hugo Meisl | Spectateurs : 15 000 Arbitrage : Hugo Meisl |
| 29 octobre 1911 · Historique des rencontres | Rapport                                                              |         |        | Spectateurs : 15 000 Arbitrage : Hugo Meisl | Spectateurs : 15 000 Arbitrage : Hugo Meisl |